# 킵켐보이 키멜리
킵켐보이 키멜리(스와힐리어: Kipkemboi Kimeli, 1966년 11월 30일 ~ 2010년 2월 6일)는 케냐의 장거리달리기 선수로 1988년 서울 올림픽에서 10,000m 동메달을 획득했다.
그는 1988년 서울 올림픽때 10000m 경기에서 브라힘 부타예프와 살바토레 안티보에 이어 동메달을 땄다.
키멜리는 2010년 2월 6일에 폐렴과 결핵 합병증으로 뉴멕시코주 앨버커키에서 사망했다.
키멜리의 키는 1.73m이고 몸무게는 약 64kg이다.

## 참조
1. ↑  “케냐의 올림픽 메달리스트, 사망”. 《Albuquerque Journal》. 2010년 2월 9일.